# CPD-57 2874
CPD-57 2874 (CPD-57º2874 / CD-57 3107 / LS 1468) es una estrella en la constelación de Vela, situada a 2500 ± 500 pársecs (8150 años luz) del sistema solar.
Se piensa que forma parte de la asociación estelar OB de Carina.

## Características de la estrella
CPD-57 2874 es una supergigante azul de tipo B[e]; éstos son objetos post-secuencia principal luminosos y masivos que exhiben vientos no esféricos, líneas espectrales prohibidas y polvo caliente en una estructura similar un disco.
Aunque los parámetros de CPD-57 2874 no son bien conocidos, su temperatura efectiva se estima en 20.000 ± 3.000 K.
Tiene un diámetro aproximado 60 veces más grande que el del Sol y una luminosidad de al menos 10.000 soles.

## Envoltura externa
CPD-57 2874 es una estrella vieja que está comenzando a expandirse para desprenderse de su envoltura externa.
Estudios realizados por el European Southern Observatory sobre la compleja envoltura que rodea a la estrella han permitido ver estructuras a una escala de 1,8 milésimas de segundos de arco. Se ha observado que dicha envoltura no tiene forma esférica, probablemente porque la supergigante se halla también rodeada por un disco ecuatorial de polvo caliente formado a partir de un fuerte viento estelar polar.
La existencia de un sistema planetario no parece verosímil, dado que la duración de la vida de una estrella de estas características es inferior al tiempo necesario para la formación de planetas.